# تمثال آشور ناصربال الثاني
تمثال آشور ناصربال الثاني، تمثال للملك أشور ناصر بعل الثاني (883-859 ق.م.)، وهو مثال لفن النحـت الأشـوري عثر عليه في منتـصف القرن التاسـع عشـر في معبد عشتارات نيفيل في نمرود على يد عالم الآثار والرحالة هنري لايارد، ويـرجع إلى الفترة الآشورية المتأخرة، وهو الآن محفوظ في المتحف البريطاني ضـمن مجموعته منذ عام 1851

## الأكـتشاف
وجـد التمثال في معـبد للأله عشتار لأظاهر أخـلاص الملك للأله.الـتمثال الذي يبلغ طوله 113 سم مصـنوع من المغنيسيت، أمـا قاعدة التمثـال فـهي مصـنوعة من حجـر محـمر ويعـتقد أن مـواد الصـنع قد جـيئ بـها بعد الرجـوع من ألـحملة العسـكرية لأن المـواد لم تكن موجـودة في نمرود, تـم اكتـشاف التـمثال في عام 1850 وتـم نقـلها إلى لندم

## الـوصف
يـصور التمثال آشورناصر بال الثاني بدون تاج ممـا يسمح برؤية شـعر الملك ولحيته التي كانت طويـلة ويمسـك الملك في يـده اليسـرى صولجان الـذي يرمز إلى السلطة المخـولة له كنائب للحاكم الأعـلى لآشور واليد اليمنى منـجل والذي يعـبر على أنه سلاح لمحاربة الوحوش
يـوجد على صـدر الملك ثماني اسـطر من كتابات مسمارية التي تعلن عن ألقـاب المـلك وأنسابه، وتذكر الحملة العسكرية التي قادها من دجلة إلى جبل لبنان والبحر العظـيم والذي يعتقد أنه البحر الابيض